# Provinciedistrict Kapellen
Het provinciedistrict Kapellen vormde tot 2017 bij de provincieraadsverkiezingen in de Belgische provincie Antwerpen een tussenniveau tussen het kiesarrondissement Antwerpen en de kieskantons Kapellen,  Brecht en Zandhoven. Op dit niveau gebeurt de verdeling van de zetels in de provincieraad op basis van het totaal van de door elke partij behaalde stemmen in de onderliggende kieskantons.

## Structuur
| Kapellen         | Kapellen         | Supranationaal         | Nationaal                         | Nationaal           | Gemeenschap         | Gewest              | Provincie           | Arrondissement  | Provinciedistrict | Kanton                    | Gemeente        | District         |
| ---------------- | ---------------- | ---------------------- | --------------------------------- | ------------------- | ------------------- | ------------------- | ------------------- | --------------- | ----------------- | ------------------------- | --------------- | ---------------- |
| Administratief   | Niveau           | Europese Unie          | België                            | België              | Vlaanderen          | Vlaanderen          | Antwerpen           | Antwerpen       | Antwerpen         | Antwerpen                 | 15              | -                |
| Administratief   | Bestuur          | Europese Commissie     | Belgische regering                | Belgische regering  | Vlaamse regering    | Vlaamse regering    | Deputatie           | Deputatie       | Deputatie         | Deputatie                 | Gemeentebestuur | Districtscollege |
| Administratief   | Raad             | Europees Parlement     | Kamer van volksvertegenwoordigers | Vlaams Parlement    | Vlaams Parlement    | Vlaams Parlement    | Provincieraad       | Provincieraad   | Provincieraad     | Provincieraad             | Gemeenteraad    | Districtsraad    |
| Kiesomschrijving | Kiesomschrijving | Nederlands Kiescollege | Kieskring Antwerpen               | Kieskring Antwerpen | Kieskring Antwerpen | Kieskring Antwerpen | Kieskring Antwerpen | Antwerpen       | Kapellen          | Kapellen Brecht Zandhoven | 15              | -                |
| Verkiezing       | Verkiezing       | Europese               | Federale                          | Federale            | Vlaamse             | Vlaamse             | Provincieraads-     | Provincieraads- | Provincieraads-   | Provincieraads-           | Gemeenteraads-  | Districtsraads-  |

- Het kieskanton Kapellen omvat de gemeenten Kapellen, Brasschaat, Schoten en Stabroek.
- Het kieskanton Brecht omvat de gemeenten Brecht, Essen, Kalmthout, Malle en Wuustwezel.
- Het kieskanton Zandhoven omvat de gemeenten Zandhoven, Ranst, Schilde, Wijnegem, Wommelgem en Zoersel.

## Geschiedenis
Het provinciedistrict is ontstaan in 1985 na de fusie in 1983 van de gemeente Ekeren met de stad Antwerpen. Voorheen groepeerde het provinciedistrict Ekeren de noordelijke kieskantons van de provincie. Bij de provincieraadsverkiezingen van 2012 kreeg dit district 13 van de 41 zetels van het kiesarrondissement Antwerpen toegewezen (voorheen 15 van de 48). Het totaal aantal zetels in de provincieraad van de provincie Antwerpen werd vanaf 2013 herleid tot 72 (voorheen 84).

### Resultatenprovincieraadsverkiezingenin deBelgischeprovincieAntwerpensinds 1985
| Partij of kartel  | Partij of kartel                      | 1985   | 1985 | 1987   | 1987  | 1991   | 1991  | 1994   | 1994 | 2000   | 2000  | 2006   | 2006  | 2012   | 2012  |
| Stemmen \| Zetels | Stemmen \| Zetels                     | %      | 13   | %      | 13    | %      | 12    | %      | 14   | %      | 15    | %      | 15    | %      | 13    |
| ----------------- | ------------------------------------- | ------ | ---- | ------ | ----- | ------ | ----- | ------ | ---- | ------ | ----- | ------ | ----- | ------ | ----- |
|                   | CVP1 / CD&V-N-VA2 / CD&V3             | 34,811 | 5    | 32,541 | 4     | 24,591 | 4     | 28,331 | 4    | 23,231 | 3     | 28,452 | 4     | 17,403 | 2     |
|                   | PVV1 / VLD2 / VLD-Vivant3 / Open Vld4 | 17,101 | 2    | 17,531 | 2     | 19,001 | 3     | 18,112 | 3    | 24,752 | 4     | 19,133 | 3     | 12,864 | 2     |
|                   | SP1 / sp.a-spirit2 / sp.a3            | 17,441 | 3    | 17,101 | 2     | 12,961 | 1     | 10,641 | 2    | 8,291  | 2     | 12,882 | 2     | 8,493  | 1     |
|                   | Agalev1 / Groen!2 / Groen3            | 10,681 | 1    | 12,031 | 2     | 12,701 | 2     | 13,511 | 2    | 11,361 | 2     | 7,622  | 1     | 7,213  | 1     |
|                   | Vlaams Blok1 / Vlaams Belang2         | 3,781  | 0    | 5,391  | 1     | 18,501 | 2     | 16,881 | 2    | 23,021 | 3     | 30,982 | 5     | 11,142 | 1     |
|                   | PVDA 1 / PVDA+2                       | 1,791  | 0    | 1,441  | 0     | 0,821  | 0     | 1,201  | 0    | 0,681  | 0     | 0,942  | 0     | 1,532  | 0     |
|                   | N-VA                                  | -      |      | -      |       | -      |       | -      |      | -      |       | -      |       | 40,21  | 6     |
|                   | Piratenpartij                         | -      |      | -      |       | -      |       | -      |      | -      |       | -      |       | 1,20   | 0     |
|                   | VU1 / VU&ID1                          | 13,851 | 2    | 12,851 | 2     | 8,701  | 0     | 5,701  | 1    | 6,422  | 1     | -      |       | -      |       |
|                   | VIVANT                                | -      |      | -      |       | -      |       | -      |      | 2,25   | 0     | -      |       | -      |       |
|                   | W.O.W.                                | -      |      | -      |       | -      |       | 2,75   | 0    | -      |       | -      |       | -      |       |
|                   | PATSY                                 | -      |      | -      |       | -      |       | 1,10   | 0    | -      |       | -      |       | -      |       |
|                   | B.E.B.                                | -      |      | -      |       | 1,00   | 0     | -      |      | -      |       | -      |       | -      |       |
|                   | SAP                                   | -      |      | 0,66   | 0     | -      |       | -      |      | -      |       | -      |       | -      |       |
|                   | KPB                                   | 0,54   | 0    | 0,46   | 0     | -      |       | -      |      | -      |       | -      |       | -      |       |
|                   | Anderen(*)                            | -      |      | -      |       | 1,74   |       | 1,79   |      | -      |       | -      |       | -      |       |
| Opkomst           | Opkomst                               |        |      | 96,06  | 96,06 | 94,16  | 94,16 | 92     | 92   | 91,76  | 91,76 | 93,39  | 93,39 | 90,15  | 90,15 |
| Blanco/ongeldig   | Blanco/ongeldig                       | 7,53   | 7,53 | 7,21   | 7,21  | 6,23   | 6,23  | 6,82   | 6,82 | 4,38   | 4,38  | 5,44   | 5,44  | 4,19   | 4,19  |

 (*) 1991: Vcd/pcs, REGEBO / 1994: BA, NWP, AOV, VVP, PROVO
|  | Lijsttrekker              | 2000 | 2006               | 2012               |
|  | ------------------------- | ---- | ------------------ | ------------------ |
|  | CD&V / CD&V-N-VA1 / CD&V2 |      | Katrien Schryvers1 | Ludwig Caluwé2     |
|  | VLD-Vivant1 / Open Vld2   |      | Koen Helsen1       | Koen Helsen2       |
|  | sp.a-Spirit1 / sp.a2      |      | Inga Verhaert1     | Inga Verhaert2     |
|  | PVDA                      |      | Wiebe Eekman       | Wiebe Eekman       |
|  | Vl.Blok1 / Vl.Belang2     |      | Freddy Van Gaever2 | Tim Willekens2     |
|  | Groen                     |      | Rita Boden         | Karin Van Hoffelen |
|  | N-VA                      | -    | -                  | Kris Geysen        |
|  | Volksunie-ID21            |      | -                  | -                  |

#### Verkozen kandidaten
Volgende kandidaten werden verkozen voor de Antwerpse provincieraad in het provinciedistrict:
2012
- Ludwig Caluwé (CD&V)
- Katrien Schryvers (CD&V)
- Inga Verhaert (sp.a)
- Koen Helsen (Open Vld)
- Yolande Avontroodt (Open Vld)

- Tim Willekens (Vlaams Belang)
- Karin Van Hoffelen (Groen)
- Kris Geysen (N-VA)
- An Vanalme (N-VA)
- Gerda Van Langendonck (N-VA)

- Iefke Hendrickx (N-VA)
- Jan Hofkens (N-VA)
- Pascale Gielen (N-VA)

2006
- Katrien Schryvers (CD&V-N-VA)
- Daan De Veuster (CD&V-N-VA)
- Ludwig Caluwé (CD&V-N-VA)
- Tine Muyshondt (CD&V-N-VA)
- Koen Helsen (VLD-Vivant)

- Dirk Van Mechelen (VLD-Vivant)
- Yolande Avontroodt (VLD-Vivant)
- Inga Verhaert (sp.a-spirit)
- Kathleen Van Brempt (sp.a-Spirit)
- Freddy Van Gaever (Vlaams Belang)

- Marie-Rose Morel (Vlaams Belang)
- Chrisje Colman (Vlaams Belang)
- Walter Vochten (Vlaams Belang)
- Sigrid Stroobants (Vlaams Belang)
- Rita Boden (Groen!)